# 现代防御
现代防御（英語：Modern Defense）是國際象棋開局王兵開局的一種，走法為：
1.e4 g6
此時白方通常以d4(43%)或Nf3(27%)回應居多，而黑方有90%的機率會走Bg7形成堡壘主教，並盡速易位、反擊中心。